# Запис Живковића трешња код школе (Бусиловац)
Запис Живковића трешња код школе (Бусиловац) се налази на парцели чији је власник Живковић Миодраг.

## Локација
| Општина             | Параћин                                                                     |
| Катастарска општина | Бусиловац                                                                   |
| Потес               | Село                                                                        |
| Координате          | 43° 47′ 49″ С; 21° 28′ 58″ И / 43.796999999999997° С; 21.482700000000001° И |
| Надморска висина    | 186m                                                                        |

## Карактеристике
Дендрометријске вредности утврђене на терену и сателитским снимцима:
| Стабло                     | Трешња |
| Висина стабла              | m      |
| Обим дебла                 | m      |
| Пречник крошње             | 10m    |
| Пречник дебла              | m      |
| Висина дебла до прве гране | m      |

## База записа
Запис је у оквиру Викимедија пројекта "Запис - Свето дрво" заведен под редним бројем 0325.